# Talamona
Talamona est une commune de la province de Sondrio, dans la région Lombardie, en Italie.

## Administration
| Période                                  | Période | Identité | Étiquette | Qualité |
| ---------------------------------------- | ------- | -------- | --------- | ------- |
|                                          |         |          |           |         |
| Les données manquantes sont à compléter. |         |          |           |         |

### Communes limitrophes
Albaredo per San Marco, Ardenno, Dazio, Forcola, Morbegno, Tartano.

## Personnalités
- Giovanni Gavazzeni (1841-1907), peintre, né à Talamona.